# Võ Thị Sáu

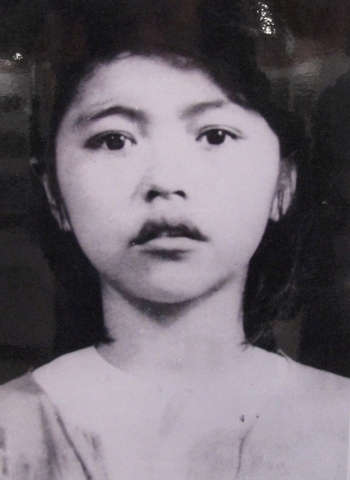
Võ Thị Sáu, Polizeifoto

Võ Thị Sáu (geboren 1933; gestorben am 23. Januar 1952 im Gefängnis von Côn Đảo) war eine vietnamesische Schülerin, die gewaltsam gegen die französische Kolonialherrschaft Widerstand leistete, hierfür hingerichtet wurde und in Vietnam als Märtyrerin verehrt wird.

## Leben
Sie wurde in der Gemeinde Phước Thọ im Distrikt Đất Đỏ geboren. Ihr erstes Attentat verübte sie mit 14 Jahren, als sie eine Granate in eine Gruppe französischer Soldaten warf, jedoch unentdeckt blieb. Nach dem zweiten Attentat wurde sie verhaftet und in drei verschiedenen Gefängnissen inhaftiert, ehe sie am 23. Januar 1952 durch ein Erschießungskommando hingerichtet wurde.